# Isahaya, Nagasaki
Isahaya (諫早市 Isahaya-shi) là một thành phố thuộc tỉnh Nagasaki, Nhật Bản. Thành phố được thành lập ngày 01 tháng 9 năm 1940. Ngày 01 tháng 3 năm 2005, thành phố được mở rộng khi khi sáp nhập thêm các thị trấn xung quanh Tarami, Moriyama, Iimori, Takaki và Konagai. Thành phố từng là một phần của huyện Kitatakaki, nhưng sau khi sáp nhập, huyện này không còn nữa.

## Thành phố kết nghĩa
- Chương Châu, Trung Quốc